# کورولی
کورولی (به لاتین: Koroli) یک منطقهٔ مسکونی در روسیه است که در استان آمور واقع شده‌است.